# Trudna miłość (film 1954)
Trudna miłość – polski dramat obyczajowy z 1953 roku w reżyserii Stanisława Różewicza. Film powstał na podstawie powieści Romana Bratnego "Siódmy krzyżyk młodości".
Film pierwotnie nosił tytuł „Skąd idzie burza”. Zdjęcia były kręcone w Kole i w Kościelcu.

## Obsada
- Małgorzata Leśniewska - Hanka Nalepianka
- Józef Nalberczak - Janek Małodworny
- Eugeniusz Solarski - Zimnoch
- Mieczysław Milecki - Sekretarz Michalik
- Henryk Borowski - Bielecki
- Kazimierz Opaliński - Nalepa, ojciec Hanki
- Tadeusz Fijewski - Biedronka
- Feliks Żukowski - Sekretarz Kłyś
- Wacław Kowalski - Kubala
- Ignacy Gogolewski - Porucznik UB
- Władysław Dewoyno - Brat Hanki Nalepianki
- Michał Leśniak - Sekretarz powiatowy partii
- Wanda Łuczycka - Biedronkowa
- Stanisław Gawlik - Niedowiarek
- Wanda Jakubińska - Żona Nalepy
- Irena Netto - Małodworna, matka Janka
- Lech Ordon - Chłop
- Wojciech Siemion - Syn Kubali
- Bronisław Kassowski - Ksiądz proboszcz